# Spencer (Ohio)
Spencer è un villaggio degli Stati Uniti d'America, situato nello stato dell'Ohio, nella contea di Medina.